# Lobeč (zámek)
Barokní zámek Lobeč je památkově chráněný objekt ve stejnojmenné obci severovýchodně od Mšena na okraji Chráněné krajinné oblasti Kokořínsko – Máchův kraj v okrese Mělník. Zámecký areál s hospodářským dvorem a parkem se nachází na návrší v jižní části obce a spolu s pivovarem patří k výrazným dominantám Lobče. Kromě zámku pod památkovou péči spadá i několik budov hospodářského zázemí, domek zahradníka a park. Zámek je v soukromém vlastnictví a slouží jako hotel.

## Historie
První písemná zmínka o statku Lobeč pochází z roku 1323, kdy Přísnobor z Lobče daroval zdejší majetek svému příteli Jindřichovi z Mutěnic. Obec byla rozdělena na Horní a Dolní Lobeč, oba statky často střídaly majitele a tvrz - již jako pustá - se připomíná v roce 1513. Po celé 16. století patřil statek Lobeckým z Lobče, v roce 1601 jej koupila Barbora Berková, rozená Lobkovicová, a připojila jej k panství Bezděz. Berkům z Dubé byl majetek zkonfiskován za účast ve stavovském povstání a v roce 1623 jej získal Albrecht z Valdštejna, tehdy spadala Lobeč pod panství Houska. Jako odměnu za účast na Valdštejnově vraždě získal Bezděz s dalšími statky plukovník Walter Butler (1634), který měl vyplatit dalšího účastníka Valdštejnovy exekuce, irského podplukovníka Roberta Geraldina. Protože Butler neměl dostatek financí na vyrovnání, bylo od Bezdězu odděleno panství Mšeno-Lobeč a v roce 1638 darováno Geraldinovi.

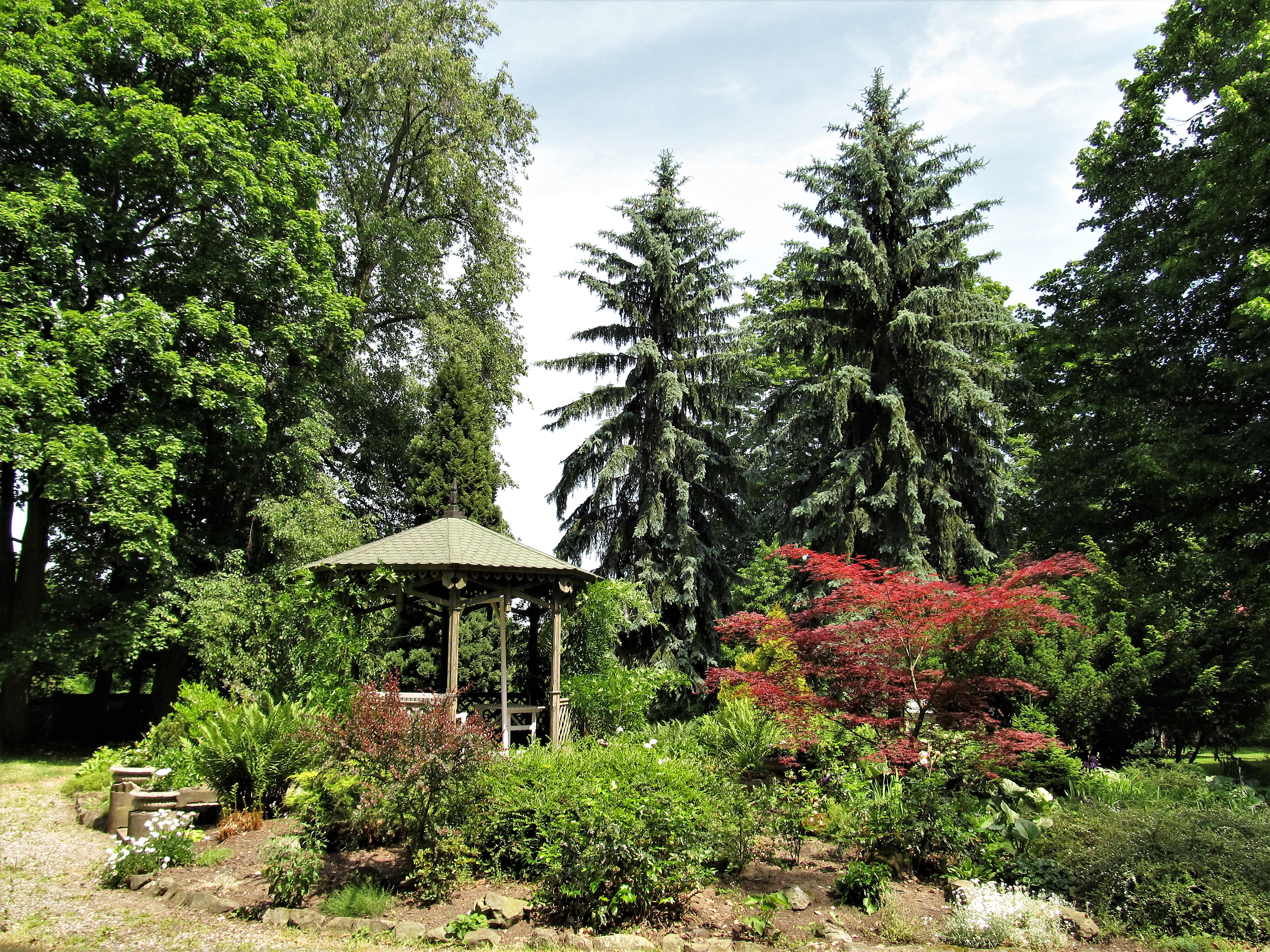
Zámecký park

Za Roberta Geraldina byl někdy v polovině 17. století v Lobči vystavěn zámek, pravděpodobně na základech zaniklé tvrze. Sňatkem Geraldinovy dcery Marie Kláry přešla Lobeč do majetku Věžníků z Věžník, jimž patřil přes sto let až do roku 1765. Věžníkové nechali mimo jiné postavit zámek v nedalekém Romanově. Ten byl ale zbořen v roce 1724, kdy Jan Ignác Věžník přestavoval zámek v Lobči a použil stavební materiál z Romanova. Za Věžníků narůstaly dluhy a díky tomu je také známý popis zámku z roku 1746 pořízený v rámci stanovení odhadní ceny panství.
V letech 1765–1802 patřila Lobeč Clary-Aldringenům, poté se zde vystřídaly rodiny Veithů a Kouniců, za nichž byl statek opět připojen k panství Houska. V roce 1828 koupila Lobeč pražská rodina Vaňků, z níž Václav Vaňka (1798–1872) byl pražským primátorem. Za nich také došlo v roce 1833 k úpravám zámku, jeden z dalších majitelů, advokát a úspěšný podnikatel Rudolf Cicvárek (1860–1950), modernizoval dodnes fungující pivovar. V roce 1928 koupil Lobeč generální ředitel Škodových závodů Josef Šimonek (1862-1934), který zde zemřel a jeho potomkům patřil zámek do roku 1948. Po znárodnění v roce 1948 sloužil zámek nejprve potřebám státního statku, později jako rehabilitační léčebna psychiatrické kliniky pražské fakultní nemocnice na Karlově náměstí.

## Současnost

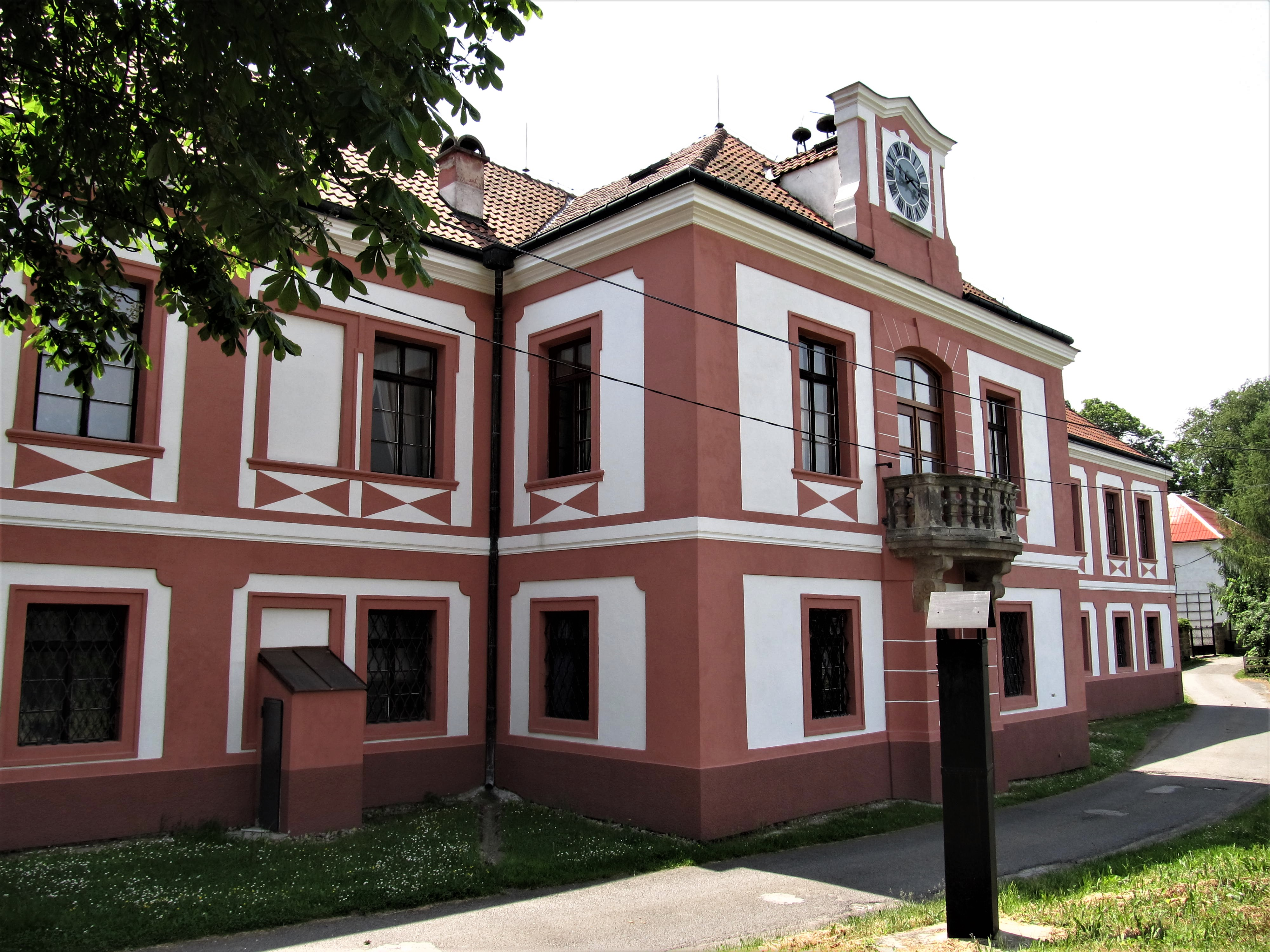
Vstupní průčelí zámku

Lobečský zámek je jednopatrová budova na obdélníkovém půdorysu postavená v barokním slohu. Vstupní průčelí směrem od obce je oživeno rizalitem a balkónem. Jižním a východním směrem je zámek obklopen hospodářskými budovami, které slouží správě firmy Ing. Jaromír Šimonek - Dvůr Lobeč. Rodině Šimonků byl areál vrácen v restituci v roce 1991 a zámek prošel náročnou rekonstrukcí, dnes slouží jako penzion. Součástí areálu je sklep vytesaný ve skále pod zámkem, který je pravděpodobně jediným pozůstatkem bývalé tvrze a dnes slouží jako vinný sklípek. Západně od zámku je situován volně přístupný upravený park.